# Домбург, Эдуард Иванович
Эдуард Иванович (Янович) Домбург (латыш. Eduards Domburgs; 18 октября 1896, усадьба Бездемич, Ипикская волость, Вольмарский уезд, Лифляндская губерния, Российская империя — 6 ноября 1946, Рига, Латвийская ССР, СССР) — советский латвийский юрист, государственный и партийный деятель, председатель ряда республиканских, краевых и областных судов СССР, второй прокурор Белорусской ССР. Участник Первой мировой, Гражданской и Великой Отечественной войн.

## Биография
Домбург Эдуард Иванович (Янович) родился 18 октября 1896 года в усадьбе Бездемич Ипикской волости Вольмарского уезда Лифляндской губернии в многодетной семье безземельного латышского крестьянина.
В 1911 году окончил волостную школу и два курса приходского училища.
С 1916 по март 1917 года — призван в Русскую императорскую армию. Участвовал в Первой мировой войне в составе 172-го пехотного полка, затем в Латышском стрелковом полку. В феврале — марте 1917 года находился на излечении в госпитале в Петрограде, после чего демобилизован.
В 1917 году вступил в ВКП (б), избирался членом волостного Совета батрацких и безземельных депутатов, был секретарём Терпейского волисполкома. Во второй половине 1917 года направлен делегатом Вселатвийской партийной конференции и Вселатвийского съезда Советов.
В конце 1917 года выехал в Пермь, где вступил в РККА. В 1918 году окончил Московские курсы при бюро военных комиссаров, после чего работал секретарём Орловского гарнизонного комотдела РКП(б). В ходе наступления А. И. Деникина на Орёл принимал участие в боях в составе 492-го пехотного полка РККА. С апреля 1920 года по ноябрь 1921 года — военный комиссар роты, затем заместитель начальника Ставропольского территориального полкового округа по политической части. В ноябре 1921 года демобилизован из рядов РККА.
С 1921 по 1923 годы — заведующий Ставропольским губернским отделом юстиции.
В 1923 году направлен на работу в Белорусскую ССР, где вплоть до 1925 года последовательно занимал должности заместителя председателя Витебского губернского революционного трибунала, заместителя председателя Витебского губернского суда, заместителя председателя Главного суда Белорусской ССР, прокурора Белорусской ССР, заместителя народного комиссара юстиции Белорусской ССР.
В 1925—1926 годах председатель Главного суда Якутской АССР. С 1927 по 1928 годы — заместитель прокурора Орловской губернии.
С 1928 по 1929 годы обучался на Московских высших юридических курсах, после чего направлен на работу на Дальний Восток, где работал заместителем председателя Дальневосточного краевого суда (1929—1932), затем председателем Приморского областного суда (1932—1934).
По состоянию здоровья переведен на работу в город Саратов, где с 1934 по 1935 годы работал председателем специальной коллегии Саратовского краевого суда, а затем заместителем председателя Саратовского краевого суда.
С 1935 по 1937 годы являлся председателем Челябинского областного суда.
В конце 1937 года после проверки работы Челябинского областного суда был снят с должности, и 31 декабря 1937 года, исключен из партии с формулировкой «давал прямую установку судам на снижение репрессий контрреволюционным элементам». 12 июля 1938 года арестован сотрудниками УНКВД по Челябинской области как участник правотроцкистской организации. Содержался во внутренней тюрьме УНКВД до 11 июня 1941 года, однако после вмешательства в расследование военных юристов уголовное дело было прекращено.
После освобождения, в 1941—1943 годах, занимался адвокатской практикой, был заведующим юридической консультацией, избирался членом президиума областной коллегии адвокатов.
С 1943 по 1944 годы участвовал в Великой Отечественной войне, был демобилизован по состоянию здоровья. После демобилизации, в 1944 году, вернулся к адвокатской практике.
В 1945 году направлен на работу в Латвийскую ССР.
Скончался 6 ноября 1946 года в Риге. Похоронен на Рижском кладбище Райниса.